# Critical Mass (Threshold)
Critical Mass è il sesto album del gruppo progressive metal inglese Threshold.

## Tracce
1. Phenomenon (Richard West) – 5:28
2. Choices (Karl Groom, Jon Jeary) – 8:55
3. Falling Away – 8:19
4. Fragmentation (Groom, Jeary) – 5:26
5. Echoes of Life (West) – 6:53
6. Avalon (West) – 6:34
7. Round and Round (Groom, Jeary) – 4:45
8. Critical Mass (Groom, Jeary) – 13:34
  - I. Fission
  - II. Fusion
  - III. Lucky

## Formazione
- Karl Groom (chitarra solista)
- Johanne James (batteria)
- Jon Jeary (basso)
- Andrew "Mac" McDermott (voce)
- Nick Midson (chitarra ritmica)
- Richard West (tastiere)